# HHHR Tower
HHHR Tower je postmoderní mrakodrap v Dubaji. Má 72 podlaží a výšku 317 metrů. Výstavba probíhala v letech 2006 až 2010 podle projektu společností Al Hashemi a Farayand AEC a developerem byla Dubai International Real Estate. V budově se nachází byty a z menší části i kancelářské prostory.